# Верхнее (озеро, Винницкое сельское поселение)
Верхнее — пресноводное озеро на территории Винницкого сельского поселения Подпорожского района Ленинградской области.

## Общие сведения
Площадь озера — 1 км², площадь водосборного бассейна — 10,7 км². Располагается на высоте 241,5 метров над уровнем моря.
Форма озера треугольная, неправильная. Берега изрезанные, каменисто-песчаные, местами заболоченные.
С северной стороны Верхнего вытекает безымянная протока, впадающая в Курбозеро, из которого берёт начало река Верхняя Курба, впадающая в реку Оять, левый приток Свири.
К востоку проходит дорога местного значения.
Населённые пункты вблизи водоёма отсутствуют.
Код объекта в государственном водном реестре — 01040100811102000015487.